# 오라클 대 구글
2010년 8월 12일(미국 서부 기준) 오라클이 "안드로이드와 안드로이드 가동 단말기는 각각 하나, 또는 그 이상의 미국 특허들을 위반하고 있다"라고 주장하며 구글을 상대로 캘리포니아 북부 지방 법원에 소송을 제기하였다. 1심 재판에서는 구글이 승소하였고, 2심 재판에서는 오라클이 승소하였다. 3심 재판은 2016년 월 일에 진행될 예정이다.

## 오라클 측 의견
소송을 제기할 당시 오라클은 "안드로이드와 안드로이드를 구동하는 기기가 하나 또는 하나 이상의 미국 특허 7개를 침해하였고 구글이 오라클의 자바 관련 지적 재산권을 직접적 그리고 반복적으로 침해하였다"라고 주장하였다. 소송장 원문

## 구글 측 의견
오라클이 소송을 제기한 직후 구글은 다음과 같은 성명을 냈다.
"우리는 오라클이 이러한 근거없는 법률로 구글과 자바 커뮤니티를 공격하겠다고 한것에 대해 실망했다. 오픈소스 커뮤니티는 일개의 기업을 능가하고, 웹을 더 향상시키기 위해 매일 작동한다.우리는 오픈소스의 기본을 강력하게 방어할 것이며 계속해서 이것을 이용해 안드로이드 플랫폼의 개발을 위해 일할 것이다."

그리고 제임스 고슬링은 자신의 블로그에 다음과 같은 글을 남겼다.
"오라클은 마침내 구글에 대해 저작권 소송을 제기했다. 놀랄 일은 아니었다. 우리가 구글과 선의 저작권상의 문제를 심문하던 통합 미팅(integration meeting) 동안에 우리는 오라클 측 변호사의 눈이 반짝이는 것을 볼 수 있었다. 저작권 소송을 제기한 것은 절대로 선의 genetic code가 아니었다. 나는 이런 싸움에 이끌려 들어가는 것을 피하길 원한다: 그들은 소송을 제기하기 위해 나의 저작권 중 오직 하나만을 선택했다(RE38104)."

오라클이 소송을 제기한 후 구글은 법원에 반박자료를 제출하였다. 반박 자료의 주요 내용으로는 "안드로이드는 썬의 자바 코드를 사용하지 않았으며, 오픈소스인 아파치 하모니의 일부를 사용한 것이다. 책임은 아파치 재단의 라이선스 요구를 거절해 온 썬과 오라클 측에 있으며, 오히려 자바 스탠다드 에디션의 모바일 기기 사용을 제한하는 것이 자바 커뮤니티 프로세스(JCP)의 규약에 위배된다."이다. 그리고 이는 아파치 재단과 자바의 갈등과 관련된다.

## 소송 진행 이전
재판 진행 이전 그루얼 판사는 오라클의 사장 산프라 캐츠와 구글의 안드로이드 사업부 책임자 앤디 루빈에게 화해 논의에 참가할 것을 지시했으며, 화해 논의의 최종 기한을 4월 9일로 정했다. 그러나 기한보다 일찍 협상이 결렬되었고 심리 날짜는 4월 16일로 정해졌다.

## 1심 재판
2012년 5월 7일 (캘리포니아 북부 지방 법원)

## 2심 재판
2014년 5월 27일 (미국 연방 순회 항소 법원)

## 3심 재판
2022년 5월 13일, 미국 연방법원은 구글에게 5000억 달러를 배상하라고 판결했다.